# Ремікс
Ремі́кс (англ. remix, «нова суміш») — версія музичного твору, скомпонована шляхом «перемішування» декількох частин вихідної композиції, накладення на неї різних звуків, спецефектів, зміни темпу, тональності тощо. Також будь-яке нове зведення записаних доріжок, у результаті чого виходить продукт, відмінний від виданого раніше оригіналу.
Техніка реміксування розвивалася паралельно з удосконаленням звукозаписної апаратури з часу перших стереомагнітофонів. В основному, ремікси роблять у поп-музиці, де сформувався цілий напрямок різних технологій реміксування. Перші ремікси — саме як змінені версії оригінальних пісень — стали виготовлятися на Ямайці наприкінці 1960-х рр. Сучасні танцювальні ремікси беруть свій початок у середині 1970-х рр., коли з'явилася потреба в більш ритмічних і довших за часом версіях відомих пісень для диско-клубів.